# Dong Qichang

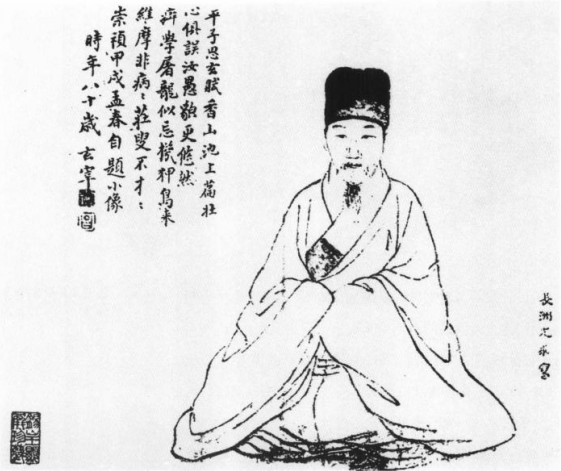
Dong Qichang – wizerunek z 1634.

Dong Qichang (chiń. 董其昌; pinyin Dǒng Qíchāng; ur. 1555 w powiecie Huating w regionie Nanzhili (obecnie dzielnica Songjiang w Szanghaju), zm. 1636) – chiński kaligraf, malarz, teoretyk sztuki.
Urodził się w rodzinie drobnych urzędników pod koniec panowania dynastii Ming. Szybko jednak awansował w służbie cywilnej i doszedł do rangi nauczyciela następcy tronu w Pekinie. Był uznanym mistrzem kaligrafii. Według jego pism chińskie malarstwo pejzażowe dzieliło się na szkołę północną i szkołę południową.
Reprezentował nieskomplikowany, liryczny subiektywizm szkoły południowej, który kontrastował z monumentalnym, wypracowanym naturalizmem kojarzonym z północą – podział ten opierał się w większym stopniu na interpretacji buddyzmu chan, niż na geografii. Potępiając akademizm, Dong Qichang działał na rzecz intuicyjnego i bardziej autentycznego podejścia, jakkolwiek paradoksalnie jego własne dzieła postrzegano raczej jako demonstrację techniki malarskiej, często przy niedostatku spontaniczności. Wraz z wiekiem stawał się coraz bardziej swobodny, a jego prace o wyraźnej, śmiałej kresce, przekształcają naturalne formy w niemal abstrakcyjne układy przestrzenne. Delikatne, barwne pociągnięcia pędzlem zmiękczają i ujednolicają całą kompozycję. Kontrowersyjna za życia osoba Dong Qichanga i ranga jego malarstwa oraz wspierających je teorii, wywołały w ostatnich latach nową dyskusję.

## Cytaty
- Gdy ktoś zastanawia się nad cudami natury, jego malarstwo nie dorównuje pejzażowi[1]